# Desmond et la Créature du marais
Pour plus de détails, voir Fiche technique et Distribution.
Desmond et la Créature du marais (Desmond & träskpatraskfällan) est un long métrage d’animation suédois réalisé par Magnus Carlsson, sorti en 2006.

## Synopsis
Desmond et ses amis sont préoccupés par une étrange créature (träskpatrasket) qui se trouverait dans les marais. De fait, ils ne sont pas tout à fait sûrs de l'existence de ce monstre... Cependant il se passe de drôles de choses dans la région.

## Commentaire
Il s'agit du premier long métrage suédois en animation image par image (stop motion), distribué en salles.

## Fiche technique
- Titre : Desmond et la créature du marais
- Titre original : Desmond & träskpatraskfällan
- Réalisation : Magnus Carlsson
- Scénario : Magnus Carlsson
- Pays d'origine : Suède
- Format :
- Genre : animation
- Durée : 68 minutes
- Dates de sortie :
  - Suède : 15 décembre 2006

## Svenska Röster[Quoi ?]
- Sten Ljunggren : Berättare
- Shanti Roney : Desmond Gris
- Rikard Wolff : Helmut Sebaot Älg
- Ola Rapace : Elaka Wille Räv
- Måns Natanaelsson : Sebastian Hare
- Anna Blomberg : Bitta Ko och Fru Krokodil
- Einar Edsta Carlsson : Lille Fant Krokodil
- Rolf Skoglund : Herr Alligator
- Lotta Bromé : Märta Elefant